# Leo Spies
Leo Spies (* 4. Juni 1899 in Moskau; † 1. Mai 1965 in Ahrenshoop) war ein deutscher Komponist und Dirigent.

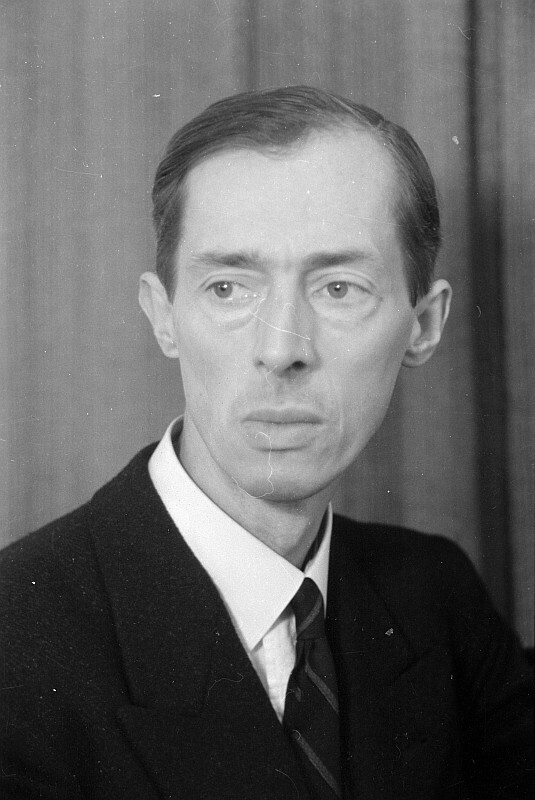
Leo Spies 1946

## Leben
Leo Spies, eigentlich Leon Wilhelm Spies, genannt Ljowa, entstammte einer musikalischen Familie. Seine Schwester Ira war Sängerin und Pianistin, sein Bruder Walter ein später auf Bali tätiger Maler und Musiker (Kapellmeister, Pianist u. Musikologe) und seine Schwester Daisy Balletttänzerin und Choreographin. Spies verbrachte seine Kindheit in Moskau und St. Petersburg, wo sich seine deutschen, baltischen und schottischen Vorfahren schon in der zweiten Generation niedergelassen hatten. Ab dem siebten Lebensjahr erhielt er Klavier-, Violin- und Tonsatzunterricht.
Bedingt durch den Ersten Weltkrieg musste die Familie 1915 Moskau verlassen und zog nach Dresden, wo Spies ein Jahr lang Kompositionsunterricht bei dem Bachforscher Johannes Schreyer nahm. Dieser machte ihn auch mit den Schriften Jakob Böhmes vertraut, was später für Spies eine große Rolle spielen sollte. In den Jahren 1916 und 1917 studierte er Komposition in Berlin an der Musikhochschule Charlottenburg bei Engelbert Humperdinck und Robert Kahn. 1917 wurde Spies zum Heeresdienst einberufen und an die Ostfront abkommandiert. Nach Kriegsende ging er wieder nach Dresden.
Nachdem ihn Oskar Fried in die Grundlagen des Dirigierens eingeführt hatte, fasste Spies 1919 den Beschluss, Kapellmeister zu werden. Er erhielt zunächst kleinere Engagements an norddeutschen Provinzbühnen. Von 1922 bis 1923 arbeitete er als Komponist und Kapellmeister bei der UFA in Berlin und komponierte große synchrone Orchestermusiken für die Uraufführung zweier Filme von Friedrich Wilhelm Murnau, Phantom nach Gerhart Hauptmann (1922) und Die Austreibung nach Carl Hauptmann (1923). Bei der Komposition für Phantom half ihm Ernst Krenek, den Spies später mehrfach als seinen Lehrer bezeichnete. Krenek beschreibt in seinen Erinnerungen diese gemeinsame Arbeit als völlig neuartig und einen Anfang in der Filmmusik. Neben Krenek war er in dieser Zeit eng befreundet mit Eduard Erdmann, Hermann Scherchen und besonders intensiv mit dem Schriftsteller und Komponisten Hans Jürgen von der Wense. Von 1924 bis 1928 dirigierte er am Rostocker Stadttheater, bevor er Ballettkapellmeister an der Oper Unter den Linden für Max Terpis und Rudolf von Laban wurde. Diese Position behielt er bis 1935.
Um 1928 knüpfte er Kontakt zu Hanns Eisler und fand Anschluss an die Arbeiterbewegung, so dirigierte er auch Arbeiterchöre. Ab 1935 übernahm Spies die musikalische Leitung des Balletts der Deutschen Oper Berlin-Charlottenburg, bis die Oper 1944 geschlossen wurde. Hier arbeitete er eng mit seiner Schwester Daisy Spies zusammen. In den Kriegsjahren gab es auch eine enge Zusammenarbeit mit Tatjana Gsovsky in Leipzig. Ihr Hauptprodukt, das Ballett Don Quixote (1944) konnte allerdings erst 1949 an der Berliner Staatsoper uraufgeführt werden.
Bis zum Kriegsende musste Spies in den Siemenswerken arbeiten. Danach erwarb er sich große Verdienste beim Wiederaufbau des Berliner Musiklebens. Er leitete das erste öffentliche Konzert im großen Rundfunksaal in der Masurenallee (Haus des Rundfunks) und dirigierte vorübergehend wieder an der Städtischen Oper in der Kantstraße, bevor er 1947 von Walter Felsenstein berufen wurde, das Orchester der Komischen Oper Berlin aufzubauen. Er wirkte dort bis 1954 als Dirigent und Studienleiter. 1952 wurde er Mitglied der Deutschen Akademie der Künste (Berlin) und schon 1953 zu deren 1. Sekretär für Musik berufen. Diese Funktion übte er auch kommissarisch neben Hanns Eisler aus, und nach dessen schwerer Erkrankung wieder ordentlich bis ans eigene Lebensende. An der Akademie der Künste unterrichtete er seit 1954 eine eigene Kompositionsklasse (ab 1959 als ordentlicher Professor). Meisterschüler sind u. a. Gerhard Rosenfeld, Georg Katzer, Wolfgang Hohensee und Siegfried Thiele. In der DDR war Spies sehr angesehen und erhielt unter anderem den Goethepreis der Stadt Berlin (1954) sowie den Nationalpreis (1957).

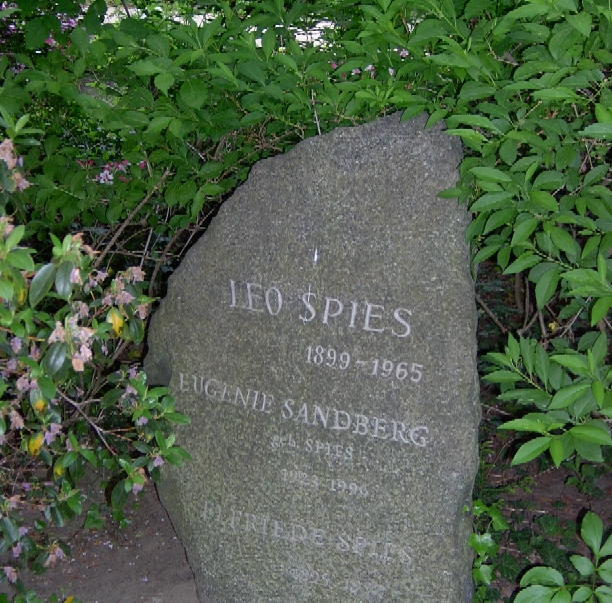
Ehrengrab von Leo Spies auf dem Dorotheenstädtischen Friedhof in Berlin-Mitte

Leo Spies verstarb plötzlich in der Nacht zum 1. Mai 1965 im Alter von 65 Jahren in Ahrenshoop an der Ostsee an den Folgen eines Hirnschlags. Bei der Trauerfeier im Plenarsaal der Ost-Berliner Akademie der Künste würdigte Ernst Hermann Meyer am 6. Mai 1965 die „Klarheit, Herzlichkeit und Eindringlichkeit“ der Kompositionen des Verstorbenen. Anschließend erfolgte die Beisetzung auf dem Friedhof der Dorotheenstädtischen und Friedrichswerderschen Gemeinden an der Berliner Chausseestraße, bei der Wolfgang Lesser die Grabrede hielt. Auf Beschluss des Berliner Senats ist die letzte Ruhestätte von Leo Spies (Grablage: CM-1-28/29) seit 1997 als Ehrengrab des Landes Berlin gewidmet. Die Widmung wurde im Jahr 2021 um die übliche Frist von zwanzig Jahren verlängert. Im selben Grab fanden auch seine Ehefrau Elfriede (geb. Löffler) und seine Tochter, die Kostüm- und Bühnenbildnerin Eugenie Sandberg (1923–1996), die geschiedene Ehefrau des Grafikers Herbert Sandberg, ihre letzte Ruhestätte.
Der Mediziner Konstantin Spies war sein Sohn.
Der Lyriker Jens Gerlach widmete Spies in „Dorotheenstädtische Monologe“ ein Gedicht.

## Personalstil und Werk
Spies wurzelte tief in der abendländischen Musiktradition, war aber dabei Neuem gegenüber grundsätzlich aufgeschlossen. Man könnte ihn als Komponisten „wertkonservativ“ nennen. Er glaubte an die Kraft und Unerschöpflichkeit der Tonalität. Doch auch der Aufbruch eines Alexander Skrjabin zur Moderne, der in seinem Elternhaus und bei Verwandten gastierte, hatte ihn von früh auf fasziniert. Über Skrjabins Ansatz einer Erweiterung der Tonalität kommt er in seiner Tonsprache in die Nähe von Prokofjew, Schostakowitsch und des neoklassizistischen Strawinski. Außerdem verarbeitete Spies Anregungen aus der englischen Musik der elisabethanischen Zeit und des 20. Jahrhunderts (etwa von Gerald Finzi oder William Walton). Aber auch Einflüsse deutscher und österreichischer Komponisten wie Johann Sebastian Bach, Johannes Brahms, Anton Bruckner und Gustav Mahler prägten Spies. Er war zudem ein großer Verehrer von Leoš Janáček, für dessen Musik er sich auch in der DDR einsetzte und die er seinen Schülern als vorbildlich empfahl. Das Schaffen dieses Komponisten hinterließ auch in einigen Werken von Spies deutlich hörbare Spuren (z. B. im Violakonzert, in der ersten Sinfonie und im zweiten „Köpenicker Klavierbuch“). Unter schöpferischer Verarbeitung der genannten Einflüsse entwickelte Spies einen klar erkennbaren Personalstil, der sich durch kantable Melodik, freie Tonalität (die manchmal zur Bitonalität tendiert), mitunter tänzerische Rhythmik sowie durch Klarheit und Einfachheit der Form auszeichnet. Sein Tonsatz ist von hoher Meisterschaft geprägt, seine Musik authentisch und nicht selten originell. Beim Komponieren hatte er nach eigenen Angaben immer auch die Zuhörer im Auge, was die relativ leichte Fasslichkeit seiner Musik erklärt.
Wie sein Kollege Hanns Eisler stand auch Spies der westlichen Nachkriegsavantgarde kritisch gegenüber, verteidigte aber gleichzeitig die jungen Komponisten vor der herrschenden Kulturpolitik des Sozialistischen Realismus und äußerte: „Hier können und müssen gegebenenfalls die Grenzen des tonalen Systems, wenn es die Wahrheit erfordert, geweitet und vielleicht auch gesprengt werden.“
Während seiner langen Tätigkeit als Theatermusiker schrieb er über 40 Schauspielmusiken für die bekanntesten Regisseure der Berliner Theaterszene der 1930er bis 1950er Jahre, wie Gustaf Gründgens, Lothar Müthel, Jürgen Fehling, Heinrich George, Walter Felsenstein oder Fritz Wisten, darunter die Faust-Musik für Gründgens berühmte Inszenierung. Aufgrund dieser Theatererfahrung und der Kompositionen für das Ballett, findet sich in vielen seiner Werke eine dramatisch tänzerische Grundhaltung mit programmatischen Zügen.
Spies interessierte sich für politische Sujets, besonders in seiner Vokalmusik. Bereits um 1930 schrieb er die Kantate „Turksib“ nach Wladimir Majakowski. Seine Verbindung zu kommunistischen Kreisen und jüdischen Freunden brachte ihm im Dritten Reich die Observierung durch die Gestapo ein. Er versteckte seine politischen Kompositionen und fand den Schutz für sich und seine Familie in der unentbehrlichen Ballett- und Theaterarbeit. Das gelang ihm ohne in die NSDAP einzutreten, wohl hauptsächlich durch die Schirmherrschaft von Generalintendant Gustaf Gründgens und seiner damals sehr erfolgreichen Schwester Daisy. Seine Arbeiten in dieser Zeit waren dementsprechend an klassischen literarischen Sujets orientiert oder versuchten sich in volkstümlichen Stücken. Wobei er sich im Falle seines sehr erfolgreichen Berlin-Ballettes „Der Stralauer Fischzug“ (1936) nach dem literarischen Entwurf Adolf Glassbrenners und Theodor Hosemanns, wegen allzu frecher, leicht politisch zu verstehender Anspielungen den Unmut der damaligen „Theatergötter“ Hermann Göring und Joseph Goebbels einhandelte. Dennoch wurde das zur Berliner Olympiade komponierte Ballett auch noch zum 700-jährigen Berlin Jubiläum 1937 in zweiter Spielzeit an der Deutschen Oper gegeben.
Einen Schwerpunkt von Spies’ Spätwerk bildet Musik für Kinder, Schule und Laien. Wegen seiner besonderen Verdienste auf dem Gebiet der pädagogischen Musik wurde die Musikschule Prenzlauer-Berg in den 80er Jahren auf seinen Namen getauft. Spies erlebte seine erfolgreichste Zeit in der DDR, wo er zu den wichtigsten und einflussreichsten Komponisten gehörte.

## Werke (Auswahl)

### Vokalmusik
- Sanctus für Chor a cappella (1927)
- Sinfonische Kantate Nr. 1 für Soli, Chor und Orchester; Text: Leo Spies (1929/30)
- Turksib für Doppelchor a cappella (1932, rev. 1945)
- Lob der Ruhelosen, Sinfonische Kantate Nr. 2 für Soli, Chor und Orchester (1934, rev. 1959)
- Hölderlin-Lieder für Bariton und Orchester (1937–55)
- Hölderlin-Kantate für Chor (1943)
- Kinderhymne („Anmut sparet nicht noch Mühe“, Text: Bertolt Brecht) für Kinderchor oder gem. Chor u. Str. od. and. Instr. (1951/59)
- 5 Kinderlieder (nach Texten von Erika Engel u. Rob. Kurt Hängekorb), darunter das in der DDR populär gewordene Frühlingsblumen-Lied „Blumen hab ich mir bestellt“ (1953)
- Kinder der Welt, Kantate (1954)
- Rosenberg-Kantate, nach Howard Fast (1955)
- Tanz der Elektronen, für Bariton, Chor und Orchester zur 500-Jahr-Feier der Ernst-Moritz-Arndt-Universität Greifswald (1956)
- Der Rote Platz, Kantate nach Wladimir Majakowski (1957)
- 5 Shakespeare-Lieder für Bariton (bzw. mittlere Stimme) und Klavier (1958)
- St. Amor oder Die Verteidigung der Liebe, Kantate nach Shakespeare (1964)
- 7 Kinderlieder nach Texten von Eugenie Sandberg (1964/65)

### Orchesterwerke
- Divertimento notturno (1939)
- Violoncellokonzert (1940)
- Trauermusik (1941–45, rev. 1951)
- Fröhliche Ouvertüre (1952)
- Konzert für Violine und Orchester (1953). Ausgabe für Violine und Klavier vom Komponisten. Edition Peters, Leipzig 1956
- Orchesterfantasie zum Gedenken an Friedrich Engels (1953)
- Sinfonie (Nr. 1) in D (1957)
- Violakonzert (1960)
- Sinfonie Nr. 2 (1961)
- Festmusik für Lehrende und Lernende (1964)

### Schauspiel- und Filmmusiken
- 1948: Optimistische Tragödie – Regie: Wolfgang Langhoff ( Haus der Kultur der Sowjetunion)

### Ballette
- Mensch und Maschine (1931)
- Apollo und Daphne (1936)
- Der Stralauer Fischzug (1936)
- Die Seefahrt (1936)
- Die Sonne lacht (1942)
- Pastorale (1942)
- Die Liebenden von Verona (1942)
- Don Quixote (1944)

### Kammermusik
- Streichquartett Nr. 1 b-Moll (1939)
- Divertimento goldoniano für Nonett (1939)
- Serenade für 5 Bläser, Harfe, Kontrabass und Schlagzeug (1946)
- 4 Präludien für Streichquartett (1953)
- 5 Sommerbilder für Viola und Klavier (1954)
- Adagio und Allegro für Violoncello und Klavier (1956)
- 2 Sonaten für Bläserquintett (1959, 1963)
- Trio für 2 Violoncelli und Klavier (1959)
- Rustikale Fantasien für Nonett (1961)
- Streichquartett Nr. 2 (1963)
- Trio-Sonatine für Violine, Violoncello und Klavier (1963)

### Klaviermusik
- 2 Poeme (1915)
- 2 Intermezzi (1916)
- 3 Sonaten (1917, 1938, 1963)
- Klavierstück 1923
- Klavierstück 1929
- 5 Klavierstücke (1938)
- 3 Balladen (1939)
- 2 Suiten (1940, 1941)
- Köpenicker Klavierbuch, 3 Hefte (1956–60)
- Sonatine (1958)
- Geburtstagsmarsch (1958)
- 3 Charakterstudien (1959)
- Reigen im Sonnenschein (1960)
- Ulen-Spiegel-Ei (1960)
- Canzonetta (1961)
- Lieder des Waldes (1961)
- 13 Bagatellen (1962)
- 6 Inventionen (1962)
- Foto-Album (1962)
- 4 Märsche für friedliche Menschen für Klavier zu 4 Händen (1964)
- Hausmusik (1964)

## Sonstiges
Der St. Petersburger Architekt Alexander Parland war ein Großonkel mütterlicherseits von Leo Spies mit schottischen Wurzeln. Informationen mit Porträt-Gemälde Parland findet man über Weblinks unter Auferstehungskirche (Sankt Petersburg). Ein Großonkel väterlicherseits war der schwedische Erbauer der Nikolai-Bahn (Moskau-Petersburg-Helsinki) Knut Adolf Ludwig v. Stjernvall-Walleen (1819-1899), der russ. Eisenbahnminister im 19. Jahrhundert war. Über die verzweigte baltische Familie war Spies mit Olof Palme entfernt verwandt, sowie mit dem Rimski- und Tschaikowski-Biographen Nikolai van Gilse van der Pals in St. Petersburg.

## Diskographie
- Leo Spies: Violinkonzert – II. Sinfonie. Label Hastedt, Bremen 2005.
- 2. Klaviersuite (1941), auf CD Hommage à Walter Spies; Ausf.: Steffen Schleiermacher, Klavier; Dabringhaus und Grimm (MDG) 2003.